# Przemysław Czerwiński
Przemysław Czerwiński (Polonia, 28 de julio de 1963) es un atleta polaco, especialista en la prueba de salto con pértiga en la que llegó a ser medallista de bronce europeo en 2010.

## Carrera deportiva
En el Campeonato Europeo de Atletismo de 2010 ganó la medalla de bronce en el salto con pértiga, saltando por encima de 5.75 metros, siendo superado por el francés Renaud Lavillenie (oro con 5.85 m) y el ucraniano Maksym Mazuryk (plata con 5.80m).